# Sylvisorex oriundus
Sylvisorex oriundus е вид бозайник от семейство Земеровкови (Soricidae).

## Разпространение
Видът е разпространен в Демократична република Конго.